# Minolta SR-7
Minolta SR-7 — малоформатный однообъективный зеркальный фотоаппарат со встроенным CdS-экспонометром. Эта модель выпускалась компанией Minolta с 1962 по 1966 год, сменив на конвейере предыдущую Minolta SR-3.

## Технические особенности
Главным отличием от всех предыдущих «зеркалок» Minolta стал встроенный экспонометр. Он был механически сопряжён с невращающейся головкой выдержек, упрощая выбор правильной экспопары в соответствии с положением стрелки гальванометра на шкале диафрагм. Сернисто-кадмиевый фоторезистор экспонометра располагался на передней стенке фотоаппарата со стороны левой руки фотографа. Экспонометр с таким типом сенсора встроен в корпус камеры впервые в мире: до этого было принято использовать менее чувствительный селеновый фотоэлемент. Появившийся в том же году аналогичный экспонометр фотоаппарата Nikon F располагался в съёмной пентапризме Photomic, а не в корпусе.
Ещё одной новинкой стала функция блокировки зеркала в поднятом положении, предусмотренная для установки нового сверхширокоугольника с фокусным расстоянием 21 мм. Как и большинство широкоугольных объективов тех лет, этот не был ретрофокусным и при нормально работающем зеркале не мог быть установлен из-за слишком короткого заднего отрезка. В 1965 году фирма несколько изменила дизайн корпуса на более прямоугольный, и эта модификация получила обозначение SR-7 (Model V). Кроме того в этой модификации был применён усовершенствованный более яркий видоискатель.
В течение первого года выпуска камера не имела выключателя питания экспонометра, так как предполагалось, что в перерывах между съёмками она находится в футляре, не расходуя в темноте заряд батарей. Однако, на практике многие фотографы предпочитали использовать камеру без защитного чехла, и для предотвращения быстрого разряда источников питания сенсор приходилось заклеивать тёмной изолентой. Через год Minolta доработала камеру, установив необходимый выключатель в основании корпуса.